# Torhaus Am Großen Specken 8
Das ehemalige Torhaus Am Großen Specken 8 in der niedersächsischen Samtgemeinde Land Hadeln, Gemeinde Otterndorf, im Landkreis Cuxhaven, stammt aus der Mitte des 17. Jahrhunderts und ist einer der ältesten profanen Bauten in der Region. Aktuell (2024) wird es auch museal genutzt.
Das Gebäude steht wegen seiner geschichtlichen und städtebaulichen Bedeutung unter Denkmalschutz (siehe auch Liste der Baudenkmale in Otterndorf).

## Geschichte und Beschreibung
Otterndorf war der Hauptort des Landes Hadeln. 1400 erhielt es von Herzog Erich von Sachsen-Lauenburg das Stadtrecht. Das ehemalige Schlossgelände von Otterndorf wurde ab Mitte des 17. Jahrhunderts als Amtsbezirk ausgebaut.
Das zweigeschossige freistehende Gebäude in Backstein, auf rechteckigem Grundriss und Sandsteinsockel, mit ziegelgedecktem Walmdach und ehemals großen rundbogigen Öffnungen im Erdgeschoss, wurde 1641 (Inschrift) als Torhaus des ehemaligen herzoglichen Hofes gebaut; die Ankerbuchstaben weisen auf August Herzog zu Sachsen, Engern und Westfalen hin. Es diente zusammen mit dem nur noch teilweise erhaltenen Schlossgraben als Schutzanlage für das Schloss (an dessen Stelle das Amtshaus, heute Amtsgerichtsgebäude, von 1773). Es ist das älteste erhaltene Gebäude des Schlossbezirks und es gab ursprünglich ein Pendant jenseits des Grabens. Um 1900 zu Wohnzwecken umgebaut, wurden die Bögen dabei verschlossen und neue Fenster eingefügt. Die 4,4 Meter hohen Torbögen wurden vermauert. Bis 1933 war hier die Wohnung des Gerichtsdieners. Das Torhaus beherbergt seit 1972 die Heimatsammlung Labiau/Ostpreußen.
Das Landesdenkmalamt befand u. a.: „… schlichter, zeittypischer Backsteinbau …“
Das Einzeldenkmal nach § 3 Abs. 2 Niedersächsisches Denkmalschutzgesetz gehört zur Gruppe baulicher Anlagen Schlossbezirk Otterndorf.